# Émile-Charles-Raymond Pirolley
Émile-Charles-Raymond Pirolley, né le 10 décembre 1898 à Besançon et mort le 29 juin 1971 à Nancy, fut évêque de Mende de 1951 à 1957, puis évêque de Nancy de 1957 à 1971. Il était le fils de Pierre Joseph Pirolley, facteur du télégraphe à Besançon, et de Jeanne Marie Nonnotte, tous deux natifs de Vellefaux (Haute-Saône). 

## Biographie
Il a été ordonné prêtre le 29 juin 1925.
Vicaire à Vesoul, il est nommé adjoint à la direction des œuvres en 1928. Il est ensuite supérieur du séminaire de Faverney, puis inspecteur diocésain. En 1946, il est nommé vicaire général par Maurice-Louis Dubourg.
Il fut désigné évêque de Mende le 27 mars 1951 et consacré évêque le 16 juin 1951.
Il fut désigné évêque de Nancy le 26 janvier 1957. Son épiscopat débuta au moment du procès de Guy Desnoyers, curé d'Uruffe qui avait assassiné sa maîtresse et l'enfant qu'elle portait.